# 布拉斯敦鎮區 (北卡羅萊納州克萊縣)
布拉斯敦鎮區（英語：Brasstown Township）是位於美國北卡羅萊納州克萊縣的一個鎮區。

## 地方資料
布拉斯敦鎮區的面積為62.36平方千米，當中陸地面積為62.28平方千米，而水域面積為0.08平方千米。根據2020年美國人口普查的數據，當地共有人口2022人，而人口密度為每平方千米32.42人。